# آرکیت (داغستان)
آرکیت (به لاتین: Arkit) یک منطقهٔ مسکونی در روسیه است که در داغستان واقع شده‌است.